# دنيس جوزيف سوليفان
دنيس جوزيف سوليفان (بالإنجليزية: Dennis Joseph Sullivan)‏ هو كاهن كاثوليكي أمريكي، ولد في 17 مارس 1945 في نيويورك في الولايات المتحدة.